# Túnel Jawahar
El Túnel Jawahar o Túnel Banihal, llamado así en honor del primer primer ministro de la India, fue construido para el transporte por Alfred Kunz y C. Barsel (ambos alemanes) entre 1954 y 1960. El túnel Jawahar ha estado en funcionamiento desde el 22 de diciembre de 1956. La longitud del túnel es de 2.85 km (1.77 mi), su elevación es de 2.194 m (7.198 pies) y tiene una carretera de un carril en cada dirección. Se encuentra entre Banihal y Qazigund sobre NH 1A que se ha renumerado NH 44. El túnel facilita la conectividad vial de Srinagar a Jammu.